# Habitatge a la carretera Laureà Miró, 113-115 (Sant Feliu de Llobregat)
L'Habitatge a la carretera Laureà Miró, 113-115 és una obra de Sant Feliu de Llobregat (Baix Llobregat) protegida com a Bé Cultural d'Interès Local.

## Descripció
Conjunt de dos edificis entre mitgeres. El número 113 te façana de composició simètrica amb tres eixos, balconada correguda en la primera planta, façana estucada amb franges en les dues primeres plantes. El coronament té una forma de cresteria segons els tres eixos. El núm. 115 forma unitat amb l'edifici del costat, amb semblant tractament d'estucs, i els coronaments a la mateixa alçada.